# 雜色口孵非鯽
雜色口孵非鯽（学名：Oreochromis variabilis）為輻鰭魚綱鱸形目隆頭魚亞目慈鯛科的其中一種，被IUCN列為極危保育類動物，分布於非洲維多利亞湖流域，被廣泛僅入世界各地，體長可達30公分，棲息在中底層水域，以浮游生物為食，生活習性不明，可作為觀賞魚及食用魚。
其种加词“variabilis”意为“各色的”、“变化的”。